# Alejandra Silva
Alejandra María Silva García-Baquero (A Coruña, 16 februari 1983) is een Spaanse schrijfster en politieke activiste.

## Vroege carrière
Silva werkte als stagiair bij het reclamebureau The Farm in Madrid (Spanje). Nadat Silva klaar was met haar stage, werd er een functie aangeboden voor de verkoop- en marketing-afdeling voor een privébedrijf uit de vliegtuigindustrie.

## Privéleven
Silva is een dochter van Ignacio Silva, een zakenman en voormalige vicepresident van de Spaanse voetbalclub Real Madrid.
Silva trouwde voor het eerst echtgenoot Govind Friedland, die mijnbouwer was. In december 2012 kregen zij hun eerste zoon Albert. Het huwelijk tussen Silva en Friedland eindigde in oktober 2015 toen ze van elkaar scheidden. Silva zou destijds een relatie hebben met acteur Richard Gere, een oude familievriend. Silva en Gere trouwden in april 2018 op het landgoed van Gere in Pound Ridge (New York). Zij kregen samen begin februari 2019 een zoon Alexander. Iets meer dan een jaar later kregen zij in april 2020 een tweede zoon.

## Filantropie
In 2007 lanceerde Silva samen met Karolína Kurková een non-profitbedrijf op genaamd Beautiful Life Fund. Daarmee zetten zij zich in voor de bekendheid om kinderen in nood te helpen, door steun te bieden aan vluchtelingen, door oorlogsslachtoffers te helpen en door onderwijs aan te beiden voor dakloze kinderen over de hele wereld.
In 2010 deed Silva mee aan de Real Madrid Football Club Foundation African Initiative Project. Dit was een voetbalcompetitie waarin zij kansarme kinderen wilden laten samenkomen met lokale gemeenschappen. Ook is het doel om de sport populairder te maken, bijvoorbeeld voor Afrikaanse gezinnen.
Silva en Gere ontmoette elkaar door hun interesse in non-profitorganisaties, waar de basis kwam te liggen voor hun relatie. Sinds 2016 is Silva activist en steunt zij de non-profitorganisatie The Rais Foundation, die opkomt voor daklozen.
In 2016 was Silva onder meer te zien als covermodel voor Hola! Fashion.